# Grič pri Klevevžu
Grič pri Klevevžu este o localitate din comuna Šmarješke Toplice, Slovenia, cu o populație de 44 de locuitori.